# 日本統治時代の朝鮮の行政区画

大正3年の朝鮮の行政区画。

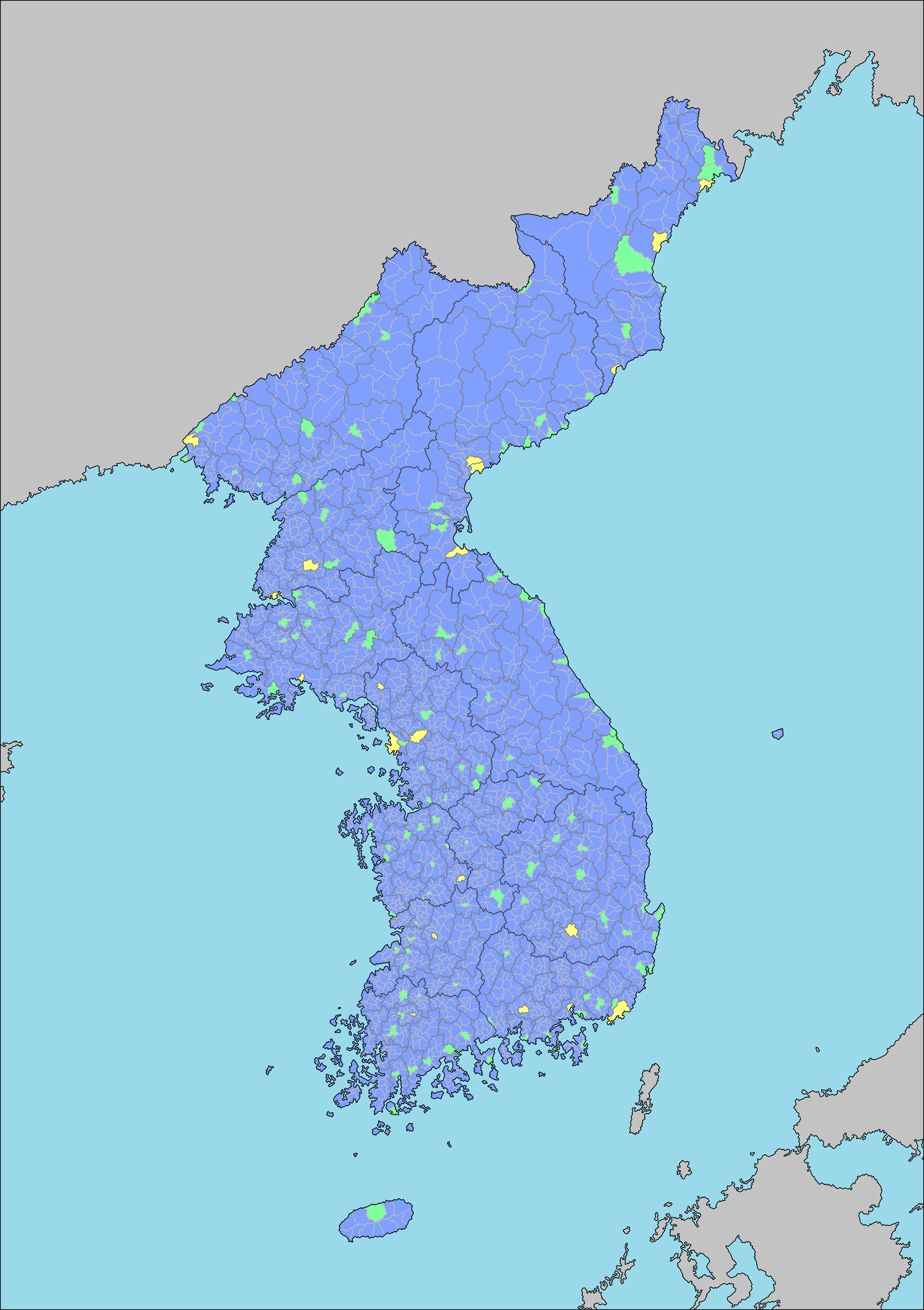
昭和20年の朝鮮の行政区画。

本項では、日本統治時代の朝鮮の行政区画について説明する。また、地方行政制度・地方自治制度についても言及する。
朝鮮全土は13の道に区画され、道 - 府・郡・島 - 邑・面 - 洞・里という階層構造をとっていた。

## 沿革
1910年（明治43年）、「朝鮮総督府地方官官制」（勅令第357号）により朝鮮総督府が統治する朝鮮の地方行政が規定された。基本的な構造は、1896年8月から行われていた大韓帝国の十三道制を継承したものである。
1914年（大正3年）3月1日付けで大規模な郡・面の統廃合が行われ、317郡4351面が12府218郡2517面となった。1930年（昭和5年）には邑が新設された。1944年（昭和19年）6月時点で朝鮮には13道・21府218郡2島・122邑2202面があった。その後、1944年（昭和19年）12月に興南府が置かれたため、1945年（昭和20年）8月の日本敗戦時の道・府郡島の数は、13道・22府218郡2島であった。
日本統治時代に再編・整備された行政区画は、大韓民国・朝鮮民主主義人民共和国の行政区画の基にもなっている。

## 道
朝鮮における一級行政区画は道（どう）であった。これは、大韓帝国の十三道制の枠組みと名称を継承したものである。朝鮮全土を13の一級行政区画で区分することは日本統治時代を通じて変わらなかった。
- 京畿道
- 忠清北道
- 忠清南道

- 全羅北道
- 全羅南道
- 慶尚北道
- 慶尚南道

- 黄海道
- 平安南道
- 平安北道

- 江原道
- 咸鏡南道
- 咸鏡北道

1910年（明治43年）の地方官官制により、道の長の名称は観察使から改められ、道長官となった。
1919年（大正8年）8月19日の官制改正によって、道長官を道知事と改めるとともに、憲兵警察制度を廃止して道知事に警察権を行使させることにした。
1930年（昭和5年）12月1日に道制（制令第15号）が公布、1933年（昭和8年）4月1日に施行され、地方公共団体としての道が新設される。道議会（ko:도 평의회、3分の2が制限選挙による選出、3分の1が道知事による任命）が設置され、一定の地方自治機能が導入された。

## 府・郡・島

### 府
府（）は、日本内地の「市」に相当し、長は府尹（）である。併合当初は京城府を始め、旧理事庁所在地など、日本人が多く住む重要な都市が指定された。
1913年（大正2年）10月30日公布の府制（制令第7号）が1914年（大正3年）4月1日に施行されたことにより、地方公共団体としての府が設立された。府は併合以前からの日本人居留民団の事務などを承継した。その後、都市化の進んだ地域に府制が施行されるようになり、最終的には22まで増加した。
府制導入時（1914年（大正3年））の12府
| 名称     | 府章 |
| -------- | ---- |
| 京城府   |      |
| 仁川府   |      |
| 群山府   |      |
| 木浦府   |      |
| 大邱府   |      |
| 釜山府   |      |
| 馬山府   |      |
| 平壌府   |      |
| 鎮南浦府 |      |
| 新義州府 |      |
| 元山府   |      |
| 清津府   |      |

のちに府制が施行された都市
| 名称   | 府章 | 施行年             |
| ------ | ---- | ------------------ |
| 開城府 |      | 1930年（昭和5年）  |
| 咸興府 |      | 1930年（昭和5年）  |
| 大田府 |      | 1935年（昭和10年） |
| 光州府 |      | 1935年（昭和10年） |
| 全州府 |      | 1935年（昭和10年） |
| 羅津府 |      | 1936年（昭和11年） |
| 海州府 |      | 1938年（昭和13年） |
| 晉州府 |      | 1939年（昭和14年） |
| 城津府 |      | 1941年（昭和16年） |
| 興南府 |      | 1944年（昭和19年） |

### 郡
郡（ぐん）の長は郡守である。1914年（大正3年）3月1日付けで大規模な統廃合が行なわれ、317郡が218郡となった。その後若干の増減があったものの、1945年（昭和20年）8月時点の郡の数は218であった。

### 島
島（とう）は、1915年（大正4年）5月の地方官官制中改正（勅令第66号）により設置された行政機関で、長は島司である。島司は警察署長を兼ね、「島令」を発する権限が与えられた。島制の施行により、済州郡と鬱陵郡が廃止され、済州島・鬱陵島の2つが置かれた。

## 邑・面
面（めん）は、日本内地の「村」に相当する行政機関で、長は面長である。1917年（大正6年）10月の面制により、地方公共団体として位置づけられた。1930年（昭和5年）12月の大改正（制令第12号）により邑面制となった（1931年（昭和6年）4月1日施行）。
邑（ゆう）は、日本内地の「町」に相当する行政機関で、長は邑長である。邑面制の施行により、1931年（昭和6年）4月に新設された。これにより41の面が邑となった。
1930年（昭和5年）の邑面制施行に際して、邑面には一定の地方自治機能が与えられた。邑には意思機関として邑会、面には諮問機関として面協議会が置かれ、制限選挙によって議員が選出された。